# Apple Pencil
La Apple Pencil è una penna digitale sviluppata da Apple che funziona come un dispositivo di input per l'iPad Pro, iPad Air (3ª generazione), iPad mini (5ª generazione), iPad di sesta generazione, iPad di settima generazione e iPad di ottava generazione. È stata annunciata il 9 settembre 2015, insieme all'iPad Pro ed entrambi rilasciati l'11 novembre dello stesso anno. A ottobre 2018 è stata rilasciata una seconda versione della Pencil con ricarica wireless e plastica opaca, mentre a ottobre 2023 è stata presentata una versione intermedia tra la prima e la seconda generazione, con ricarica via USB-C. Il 7 maggio 2024 infine è stata presentata la Apple Pencil Pro con nuove gesture avanzate.

## Descrizione

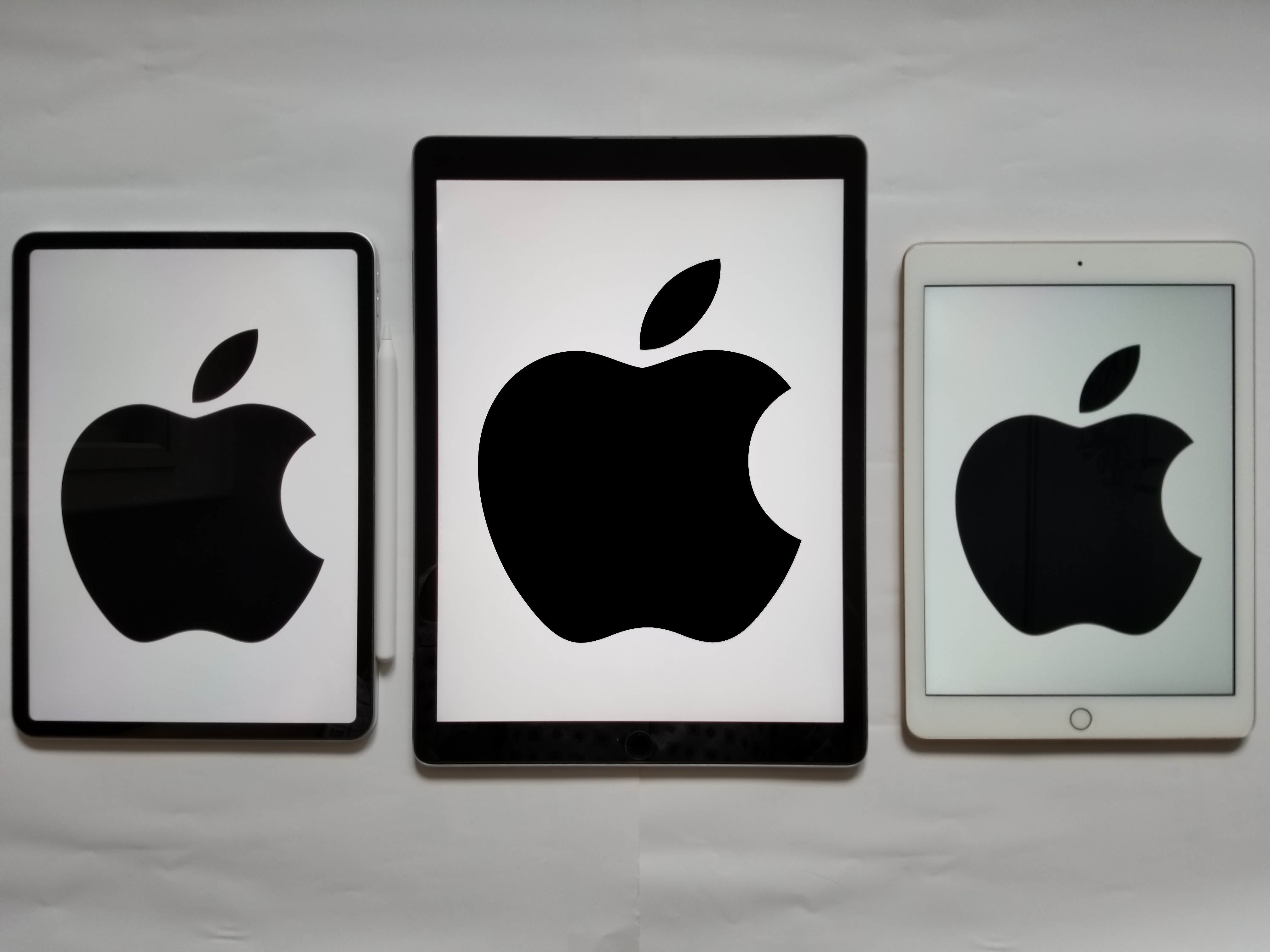
L'iPad Pro e la Apple Pencil (2ª generazione).

La Apple Pencil è in grado di rilevare la pressione e l'angolatura della penna sulla superficie del tablet. È un dispositivo Bluetooth, racchiuso in un contenitore di plastica, in grado di comunicare simultaneamente con il display e il sistema al di sotto di quest'ultimo. La penna è in grado di rilevare la pressione, permettendo, ad esempio, di disegnare tratti più scuri o più chiari, tramite un'applicazione di disegno, in base alla pressione che esercita l'utente sullo schermo.
I dispositivi con cui è compatibile permettono di usare nello stesso momento sia l'Apple Pencil che un dito, mentre rifiuta gli input dati dal palmo della mano sullo schermo.
Un'estremità della Apple Pencil presenta un tappo magnetico removibile, sotto al quale vi è un connettore Lightning. Quest'ultimo permette alla penna di essere ricaricata attraverso la porta Lightning dello stesso iPad Pro o tramite cavo lightning utilizzando l'adattatore presente in confezione. La carica completa dura circa 12 ore, ma 15 secondi di ricarica attraverso il connettore Lightning permettono un'autonomia di 30 minuti.
La Apple Pencil utilizza un processore ST Microelectronics STML141UCY6 Ultra-low-power a 32-bit RISC ARM-based Cortex-M3 funzionante a 32 MHz con 64 kB di memoria flash, un accelerometro Bosch Sensortech BMA280 3‐Axis e un modulo Bluetooth Cambridge Silicon Radio (Qualcomm) CSR1012A05 per connettersi via Bluetooth all'iPad Pro. La penna è alimentata da una batteria agli ioni di litio da 3,82 V e 0,329 Wh. È persino presente l'antenna e due sensori, uno per la pressione e uno per l'angolatura, vicini alla punta, la quale è rimpiazzabile e venduta in un pacchetto da quattro.

### Funzionalità

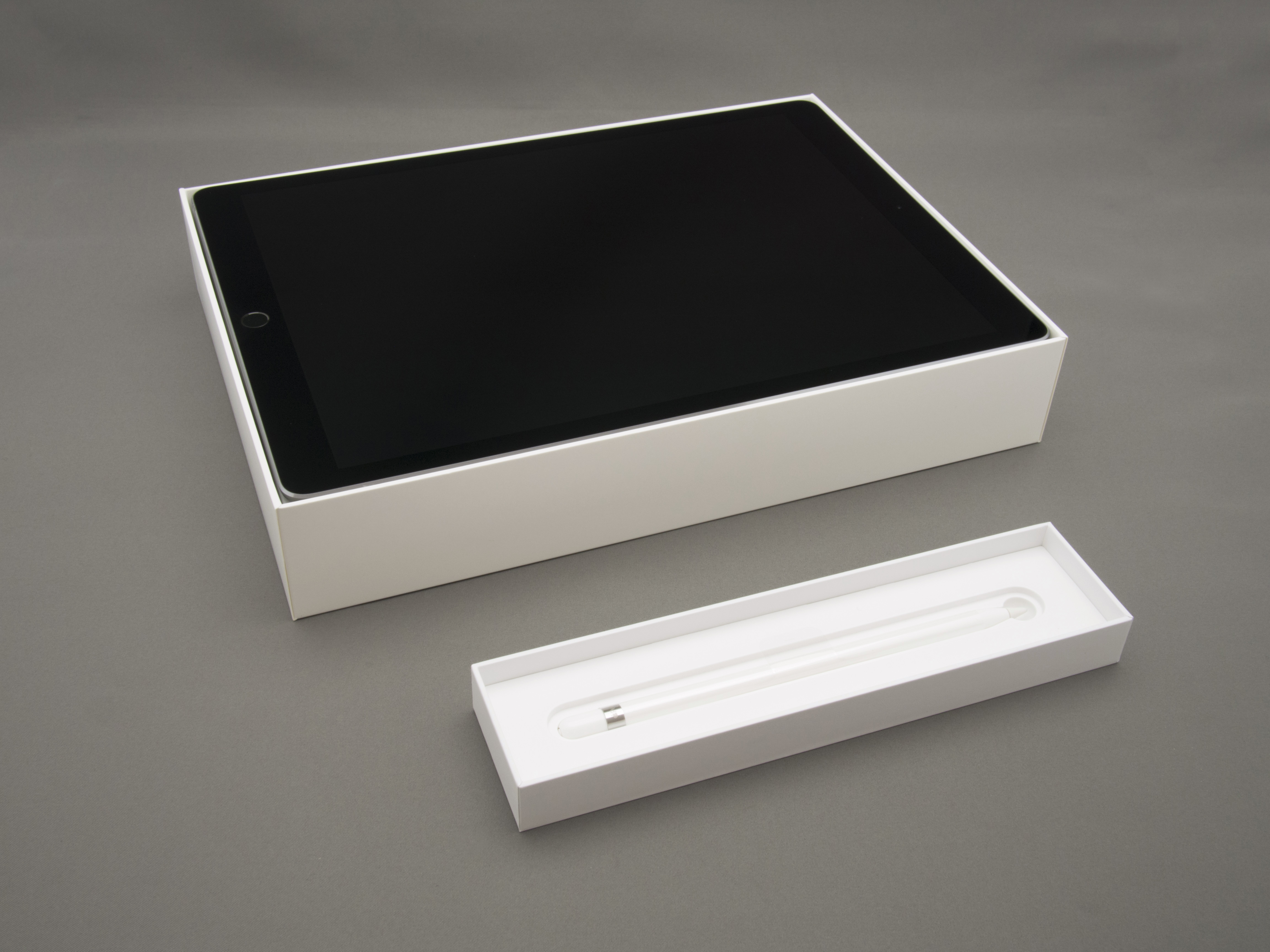
L'iPad Pro e la Apple Pencil nelle relative scatole.

La Apple Pencil è stata progettata per funzionare con l'iPad Pro (poi estesa successivamente a tutta la gamma iPad da 2019), allo scopo di realizzare lavori creativi. Permette di disegnare e prendere appunti sul tablet in un modo più naturale proprio come una penna su un foglio di carta. Durante l'evento Apple di settembre 2015, sono state dimostrate le capacità di disegno della penna in una versione per dispositivi mobili di Adobe Creative Cloud e le sue capacità nelle annotazioni su un'applicazione della suite Microsoft Office.

## Seconda generazione
A ottobre 2018, durante un keynote, è stata presentata insieme ad iPad Pro 2018 la seconda generazione della Apple Pencil. La nuova versione ha un design rinnovato con un lato piatto. è stato rimosso il connettore lightning in quanto la nuova pencil si ricarica collegandosi magneticamente a un lato di iPad Pro. Inoltre permette, tramite un doppio tap sul corpo della penna, di cambiare velocemente strumento di scrittura. Infine il rivestimento in plastica non è più lucido come nella versione precedente ma opaco e con la scritta Pencil sul lato squadrato. Attualmente tale modello è compatibile solo con iPad Pro 11" (1ª, 2ª e 3ª generazione), iPad Pro 12,9" (3ª, 4ª e 5ª generazione) e iPad Air (4ª e 5ª generazione).

## Generazione USB-C
Il 17 ottobre 2023 Apple introduce una nuova Apple Pencil. Essa si caratterizza per non essere un'evoluzione rispetto alla seconda generazione, ma per offrire un'alternativa per gli iPad dotati di porta USB-C, a un prezzo minore: essa non ha l'abbinamento e la ricarica wireless, né la sensibilità alla diversa pressione, ma in più rispetto alla prima generazione offre comunque l'aggancio magnetico e le funzioni senza tocco.

## Apple Pencil Pro
Il 7 maggio 2024 viene presentata la Apple Pencil Pro, che include delle nuove caratteristiche attivabili tramite gesti specifici, tra cui la sensibilità alla rotazione sul proprio asse (grazie all'inserimento di un giroscopio), lo 'stringimento' del corpo della penna (grazie ad appositi sensori), un feedback aptico per ogni gesto che si compie, la possibilità di ritrovare la penna stessa tramite l'app Dov'è. La nuova Pencil Pro condivide lo stesso design della Apple Pencil di seconda generazione e anche la stessa modalità di aggancio e di ricarica. Può essere utilizzata con tutti gli iPad con display aventi i nuovi digitalizzatori compatibili con le nuove caratteristiche, ovvero gli iPad Pro (M4) e iPad Air (M2) o più recenti, presentati anch'essi a partire dal 7 maggio 2024.